# Schwarzburgo-Sondershausen

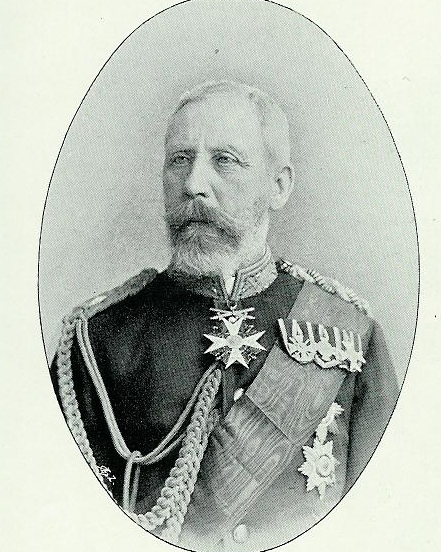
Carlos Gunter, el último príncipe de Schwarzburgo-Sondershausen.

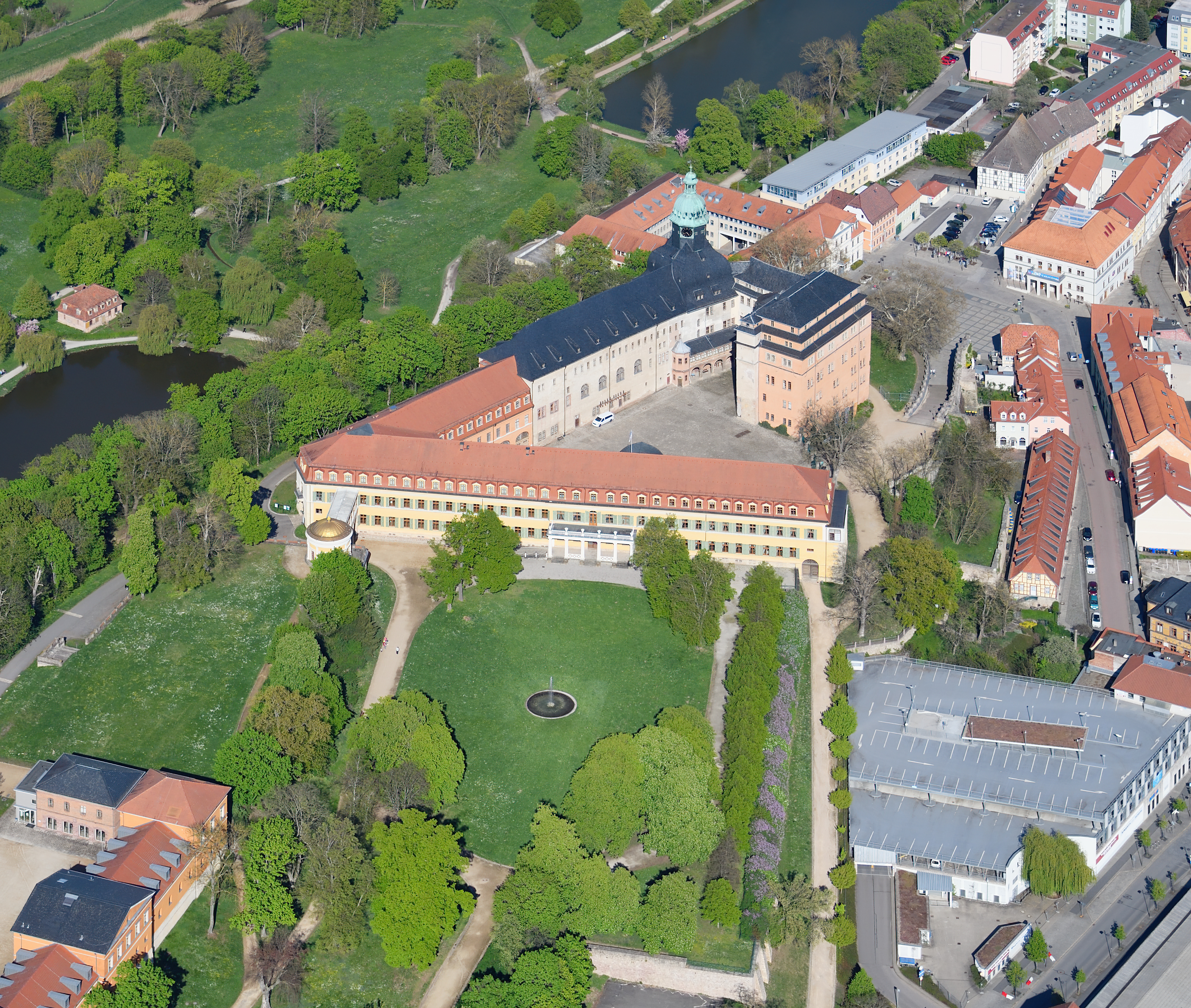
El castillo de Sondershausen.

Schwarzburgo-Sondershausen fue un pequeño principado en Alemania, actualmente en el estado federado de Turingia, con su capital en Sondershausen. Un condado hasta 1697, que se convirtió aquel año en un principado hasta la Revolución Alemana en 1918 y la caída de todos los principados alemanes, tras la cual Alemania se convirtió en una república (República de Weimar).
En 1920 se unió con otros pequeños estados vecinos para formar el nuevo estado de Turingia. Schwarzburgo-Sondershausen tenía una superficie de 862 km² y una población de 85.000 habitantes (1905). Las ciudades más importantes eran Arnstadt, Sondershausen, Gehren, Langewiesen, Großbreitenbach, Ebeleben, Großenehrich, Greußen y Plaue.

## Gobernantes de Schwarzburgo-Sondershausen, 1552-1918

### Condes de Schwarzburgo-Sondershausen
- 1552-1586 Juan Gunter I
- 1586-1631 Gunter XLII, con Antonio Enrique, Juan Gunter II y Cristián Gunter I
- 1631-1638 Gunter XLII, con Antonio Enrique y Cristián Gunter I
- 1638-1642 Gunter XLII, con Cristián Gunter I
- 1642-1643 Gunter XLII, con Antonio Gunter I
- 1643-1666 Antonio Gunter I
- 1666-1697 Cristián Guillermo, con Antonio Gunter II

Elevado a Principado en 1697

### Príncipes de Schwarzburgo-Sondershausen
- 1697-1716: Antonio Gunter II
- 1697 - 10  de mayo de 1721: Cristián Guillermo
- 10 de mayo de 1721 - 28 de noviembre de 1740: Gunter XLIII
- 28 de noviembre de 1740 - 6 de noviembre de 1758: Enrique XXXV
- 6 de noviembre de 1758 - 14 de octubre de 1794: Cristián Gunter III
- 14 de octubre de 1794 - 19 de agosto de 1835: Gunter Federico Carlos I
- 19 de agosto de 1835 - 17 de julio de 1880: Gunter Federico Carlos II
- 17 de julio de 1880 - 28 de marzo de 1909: Carlos Gunter

Unificado con Schwarzburgo-Rudolstadt bajo el Príncipe Gunter Víctor
- 28 de marzo de 1909 - noviembre de 1918: Príncipe Gunter Víctor

### Jefes de la Casa Principesca de Schwarzburgo
A la muerte sin descendencia del príncipe Gunter Víctor en 1925 fue sucedido por el príncipe Sizzo (1860-1926) que era hijo del príncipe Federico Gunter (1793-1867) de su segunda esposa, de un matrimonio morganático. El príncipe Sizzo fue reconocido como miembro pleno de la Casa de Schwarzburgo en 1896.
- 1918-1925: príncipe Gunter Víctor (1852-1925)
- 1925-1926: príncipe Sizzo (1860-1926)
- 1926-1971: príncipe Federico Gunter (1901-1971)[1]

### Poblaciones con más de 2000 habitantes
| Población       | Habitantes 1 de diciembre de 1910 |
| --------------- | --------------------------------- |
| Arnstadt        | 17.841                            |
| Sondershausen   | 7759                              |
| Langewiesen     | 3814                              |
| Greußen         | 3348                              |
| Großbreitenbach | 3255                              |
| Gehren          | 2917                              |
| Geschwenda      | 2291                              |